# 銳迪科微電子
銳迪科微電子（英語：RDA Microelectronics, Inc.，NASDAQ：RDA）是一家中国半导体公司。主要從事射頻和混合信號晶片的設計、開發、和銷售。

## 历史
2004年由戴保家（Vincent Tai）创建成立，總部位於中國上海浦東張江高科技園區。2010年11月10日在納斯達克挂牌上市。2013年擁有中國官方背景的投資機構紫光集團（Tsinghua Unigroup）收購了銳迪科，2018年與展訊合併為紫光展銳。

## 外部連結
- 官方网站